# Жак Мерес (фудбалер)
Жак Дезире Мерес (фр. Jacques Désiré Mairesse; 27. фебруар 1905 — 15. јун 1940) био је француски фудбалер који је играо у одбрани. Играо је на Светском првенству 1934. Током Битке за Француску заробили су га Немци, а убијен је 15. јуна 1940. године када је покушао да побегне из заробљеништва.
Његов син Жак Мерес је економиста.